# Asia Durr
Asia Durr, née le 5 avril 1997 à Douglasville, en Géorgie aux États-Unis, est une joueuse américaine.

## Carrière professionnelle
En universitaires aux Cardinals de Louisville, elle est nommée meilleure joueuse de la conférence ACC de la saison 2017-2018. Ses moyennes en carrière sont de 17.8 points, 2.2 passes décisives et 3.2 rebonds.
Choisie en deuxième position de la draft WNBA 2019 par le Liberty de New York, elle joue aux côtés de Bria Hartley et Marine Johannès pour des statistiques de 9,7 points, 1,6 rebond et 1,7 passe décisive en 27 minutes sur 20 matchs, dont 15 dans le cinq majeur au cours d'une saison gâchée par des blessures. Elle doit renoncer à la saison WNBA 2020 pour des raisons de santé.
Elle s'engage pour sa première expérience à l'étranger avec le club de Lattes-Montpellier où elle doit succéder à l'Australienne Sami Whitcomb, mais reporte son arrivée au mois de janvier pour des raisons de santé. Touchée par le Covid 19 le 8 juin 2020, elle reste inapte au sport en février 2021. En novembre 2021, elle annonce être déclarée de nouveau apte à la pratique sportive.

## Distinctions personnelles
- Dawn Staley Award (2019)
- Ann Meyers Drysdale Award (2019)
- Joueuse de l'année de l'ACC (2018, 2019)
- Miss Georgia Basketball (2014, 2015)